# Waldteiche bei Mistschänke und Ziegenbusch
Waldteiche bei Mistschänke und Ziegenbusch este o arie protejată (arie specială de conservare — SAC, sit de importanță comunitară — SCI) din Germania întinsă pe o suprafață de 112 ha, integral pe uscat.

## Localizare
Centrul sitului Waldteiche bei Mistschänke und Ziegenbusch este situat la coordonatele 51°11′05″N 13°35′44″E / 51.1847°N 13.5956°E.

## Înființare
Situl Waldteiche bei Mistschänke und Ziegenbusch a fost declarat sit de importanță comunitară în iunie 2002 pentru a proteja 5 specii de animale. Situl a fost protejat și ca arie specială de conservare în aprilie 2011.

## Biodiversitate
Situată în ecoregiunea continentală, aria protejată conține 7 habitate naturale: Lacuri eutrofice naturale cu vegetație de tip Magnopotamion sau Hydrocharition, Fânețe de joasă altitudine (Alopecurus pratensis, Sanguisorba officinalis), Mlaștini turboase de tranziție și turbării mișcătoare, Păduri de fag Luzulo-Fagetum, Păduri de stejar sau de stejar și carpen sub-atlantice și medio-europene de Carpinion betuli, Păduri de stejar și carpen Galio-Carpinetum, Păduri aluvionare cu Alnus glutinosa și Fraxinus excelsior (Alno-Padion, Alnion incanae, Salicion albae).
La baza desemnării sitului se află mai multe specii protejate:
- amfibieni (1): triton cu creastă (Triturus cristatus)
- mamifere (4): liliac cârn (Barbastella barbastellus), castor (Castor fiber), vidră de râu (Lutra lutra), liliac comun (Myotis myotis)